# La stanza del bambino
La stanza del bambino (La habitación del niño) è un film per la televisione del 2006 diretto da Álex de la Iglesia, facente parte del ciclo di pellicole horror Film per non dormire (trasmessa in Italia da Rai Movie).

## Trama
Juan, Sonia e il loro bambino si sono trasferiti in una vecchia villa fatiscente che stanno ristrutturando poco per volta. La prima notte trascorsa nella nuova abitazione però sentono delle strane voci provenire dall'apparecchio di telecontrollo che utilizzano per sorvegliare il figlio. Nella stanza del bambino non c'è nessuno, ma nei giorni successivi Juan è testimone della presenza di un estraneo tra le pareti di casa. Dopo aver contattato la polizia e installato un antifurto, Juan scopre però che questa presenza è qualcosa di inspiegabile, come un fantasma o una traccia lasciata nel tempo dai precedenti inquilini morti in modo violento. Juan, costantemente sotto pressione e preoccupato per la sua famiglia, inizia a perdere il controllo e quando per errore sferra un fendente alla moglie con un coltello da cucina, la situazione precipita. La donna abbandona la casa col figlio e Juan inizia una ricerca spasmodica di un modo per scacciare l'oscura presenza.